# Les Couilles de mon chat

Les Couilles de mon chat est un court métrage réalisé en 2005 par Didier Bénureau.

## Synopsis
Hésitant à faire castrer son chat, Rémi s'informe sur l'éventualité d'une vie sexuelle sans testicules. Le parcours initiatique d'un homme en quête de sa propre identité sexuelle. Une comédie sur le thème de la confusion des genres. 

## Fiche technique
Source IMDb
- Réalisation : Didier Bénureau
- Scénario : Didier Bénureau
- Société de production : Banijay Studios France (GéTéVé)
- Distribution : France : TPS Star (en 2004, pour la télévision)
- Musique : Julie Darnal
- Format : couleurs
- Durée : 22 minutes

## Distribution
Source IMDb
- Didier Bénureau
- Pascale Arbillot
- Thomas Chabrol
- Raphaël Personnaz
- Serge Riaboukine
- Arié Elmaleh
- Philippe Calvario

## Tournage
Lieux de tournage : à Paris, en France.

## Commentaires
Le court métrage a été sélectionné au Festival du court métrage de Clermont-Ferrand en 2005.